# Maxime Bôcher

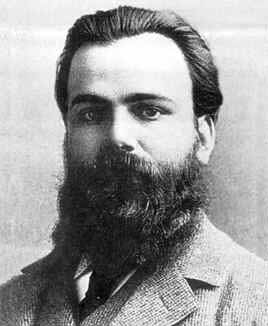
Maxime Bôcher

Maxime Bôcher (* 28. August 1867 in Boston, Massachusetts; † 12. September 1918 in Cambridge) war ein US-amerikanischer Mathematiker, der auf den Gebieten Differentialgleichungen, Reihen und Algebra arbeitete.

## Leben und Werk
Bôcher, dessen Vater Französisch-Professor an der Harvard University war, studierte 1883 bis 1888 an der Harvard University (Mathematik bei Benjamin Peirce, aber auch zahlreiche andere Fächer) und danach an der Universität Göttingen (bei Felix Klein und Hermann Amandus Schwarz, Arthur Schoenflies), wo er 1891 mit seiner Dissertation Über die Reihenentwicklungen der Potentialtheorie (1894 als Buch erschienen) bei Klein promoviert wurde. Für seine Dissertation erhielt er einen Preis der Universität Göttingen. Danach war er wieder in Harvard, wo er 1894 Assistant Professor und 1904 Professor wurde. Er war wesentlich am Aufschwung der Mathematik in den USA Anfang des 20. Jahrhunderts beteiligt.
Bekannt war auch sein Lehrbuch der Algebra (Introduction to Higher Algebra, MacMillan 1907). In einer Arbeit von 1906 in den Annals of Mathematics gab er die erste strenge Behandlung des Gibbs-Phänomens in der Theorie der Fourier-Reihen. 1917 erschienen seine Vorlesungen über die Sturm-Theorie der Differentialgleichungen, die er in Paris gehalten hatte.
Er war der erste Colloquium Lecturer der American Mathematical Society (AMS) und Gründer der Transactions of the AMS. 1899 wurde er in die American Academy of Arts and Sciences gewählt, 1909 in die National Academy of Sciences aufgenommen. 1909 bis 1910 war er Präsident der AMS. 1912 war er Invited Speaker (Plenarvortrag) auf dem Internationalen Mathematikerkongress (ICM) in Cambridge (Boundary problems in one dimension). Seit 1916 war er Mitglied der American Philosophical Society.
Der Bôcher Memorial Prize, ein hoher Analysis-Preis, ist nach ihm benannt.
1891 traf er in Göttingen Marie Niemann, die er im selben Jahr heiratete und mit der er drei Kinder hatte.